# Cazaux-Fréchet
Pour les articles homonymes, voir Fréchet.
Cet article court présente un sujet plus développé dans : Cazaux-Fréchet-Anéran-Camors.
Cazaux-Fréchet est une ancienne commune des Hautes-Pyrénées. Créée en 1806, elle est issue de la fusion des communes de Cazaux-Dessus et Fréchet. Le 1er janvier 1979, Anéran-Camors devient une commune associée de Cazaux-Fréchet, devenue Cazaux-Fréchet-Anéran-Camors,.

## Toponymie
On trouvera les principales informations dans le Dictionnaire toponymique des communes des Hautes Pyrénées de Michel Grosclaude et Jean-François Le Nail qui rapporte les dénominations historiques du village :

### Cazaux
Dénominations historiques :
- Cazaux en Aure, (1723-1769, registres paroissiaux) ;
- Cazeaux-Debat en Loron, (1738, registres paroissiaux) ;
- Cazeaux-Dessus en Loron, (1738, registres paroissiaux) ;
- Cazaux de Louron, (1790, Département 2 ; 1806, Laboulinière).

Étymologie : du gascon casau (propriété rurale).
Nom occitan : Cadaus.

### Fréchet
Dénominations historiques :
- de Fraxineto, latin (1387, pouillé du Comminges) ;
- Frechet en Loron, (1738, registres paroissiaux) ;
- Fréchet de Louron, (1790, Département 2).

Étymologie : du latin fraxinetum (= lieu où poussent les frênes). 
Nom occitan : Hereishet. 

## Histoire
La commune faisait partie du canton de Bordères-Louron. En 1806, la commune de Fréchet est fusionnée au sein de Cazaux-Dessus, ainsi renommée Cazaux-Fréchet. Le 1er janvier 1979, la commune d'Anéran-Camors fut fusionnée au sein de Cazaux-Fréchet, devenue Cazaux-Fréchet-Anéran-Camors, sous le régime de la fusion-association,.

## Culture et patrimoine

### Lieux et monuments
- Église Saint-Calixte de Cazaux-Fréchet-Anéran-Camors
- Chapelle Saint-Saturnin de Cazaux-Debat
- Chapelle Saint-Éloi de Cazaux-Dessus
- Chapelle Notre-Dame de Fréchet

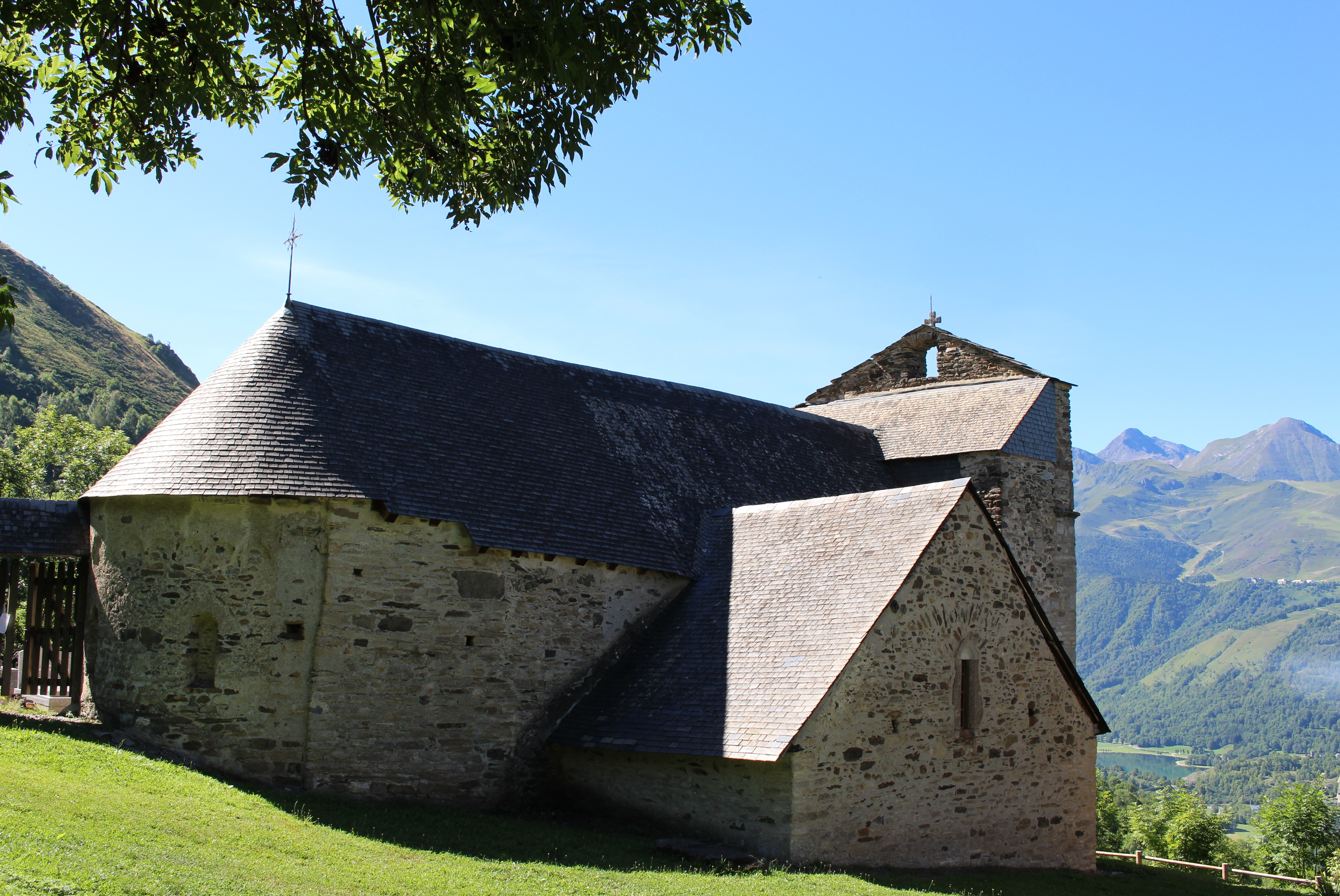
L'église Saint-Calixte.
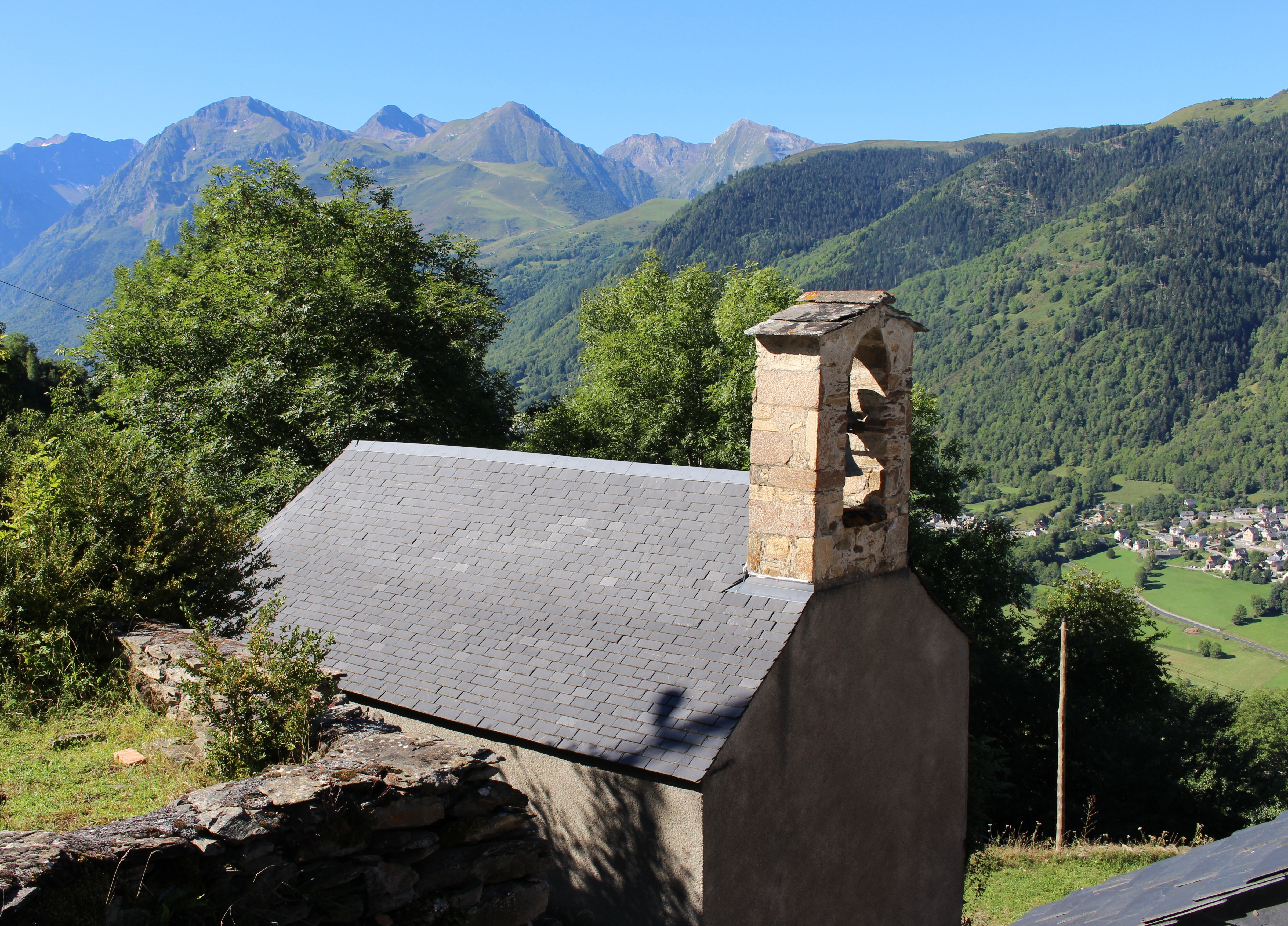
Chapelle Saint-Saturnin.
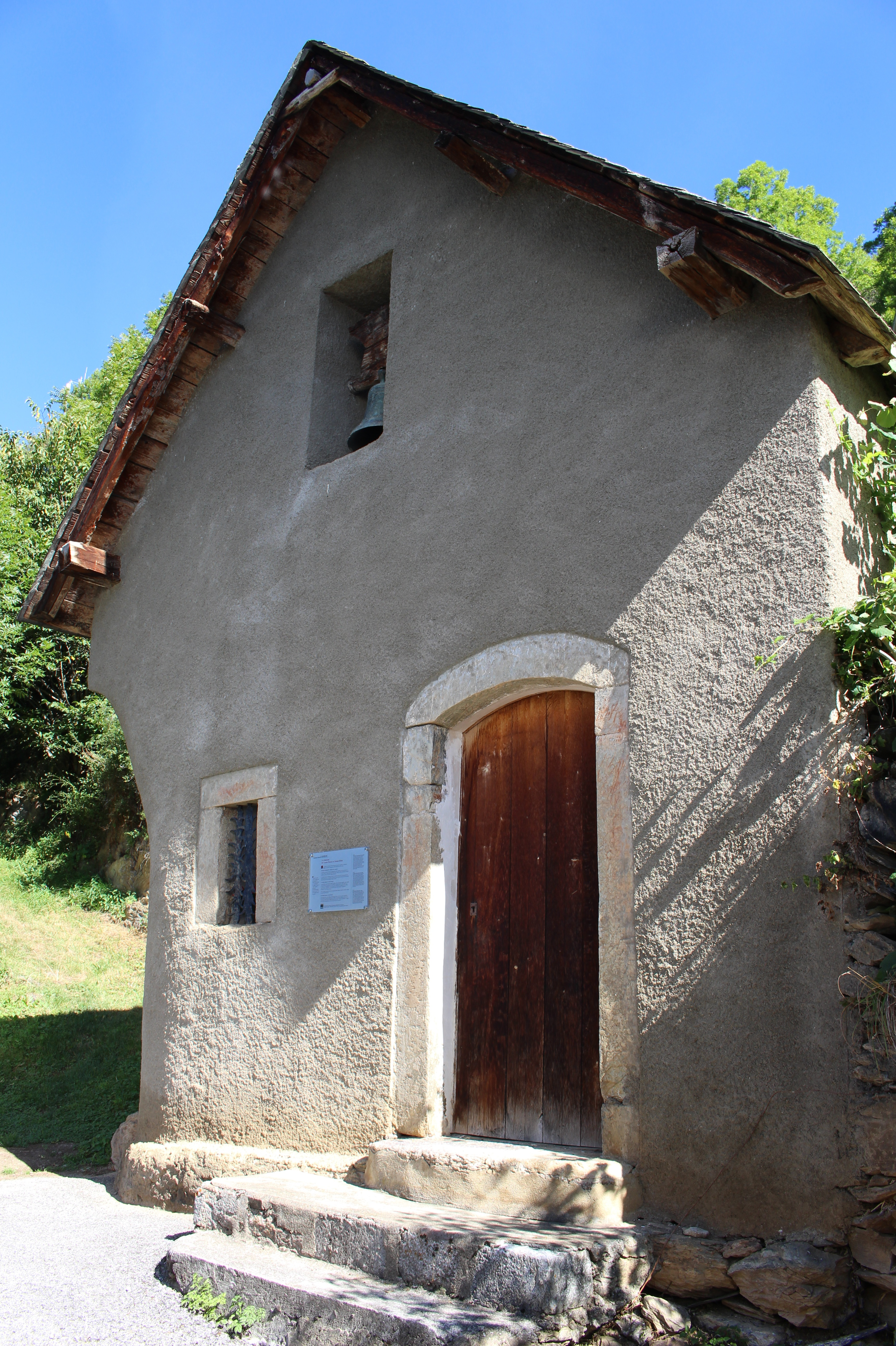
Chapelle Saint-Éloi.
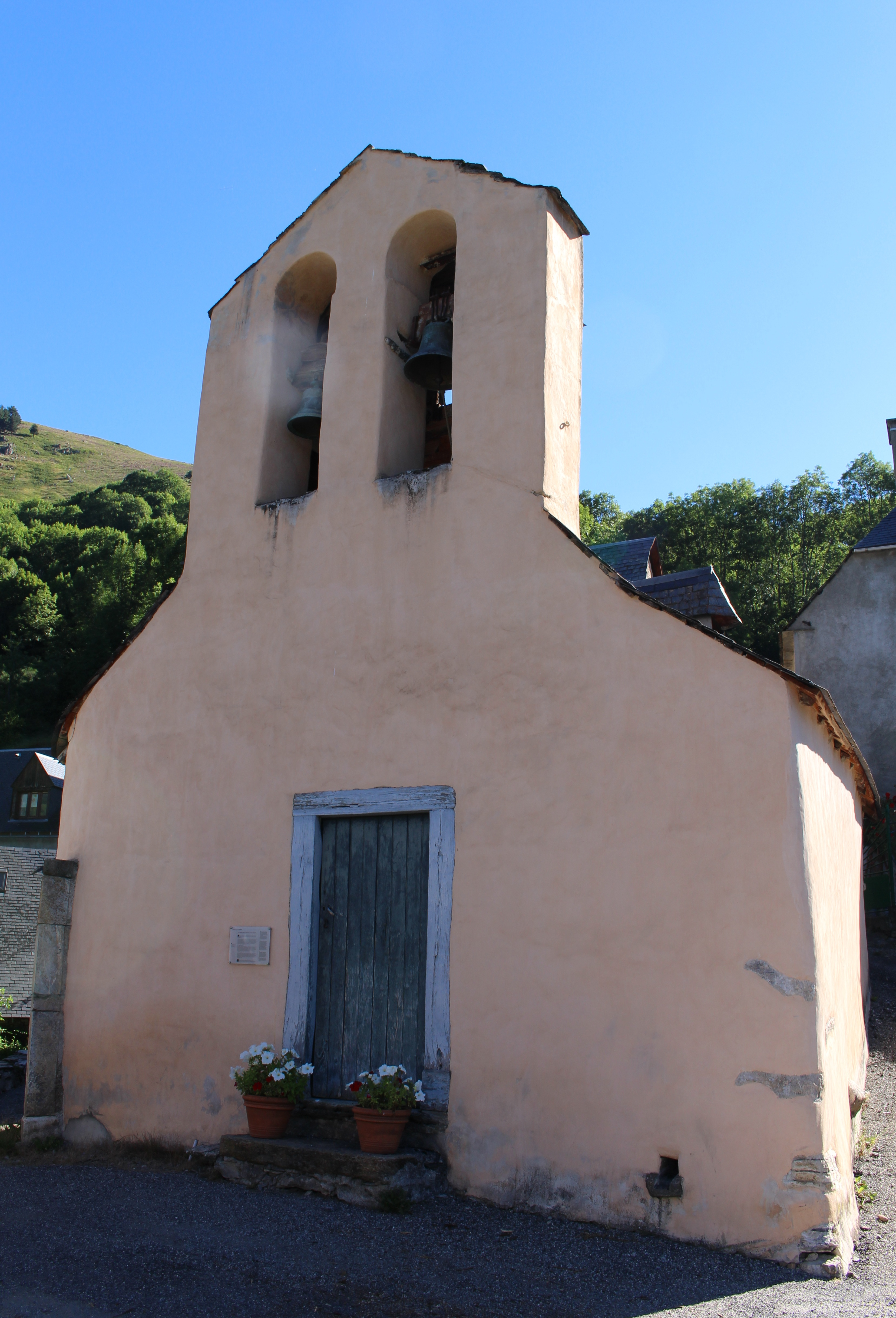
Chapelle Notre-Dame.